# Lussu (cognome)
Lussu è un cognome di lingua sarda.

## Varianti
Lusso, Lutzu, Luzzu.

## Origine e diffusione
Cognome sardo presente prevalentemente nel cagliaritano.
Potrebbe derivare dal praenomen latino Lucius, corrispondendo al nome personale sardo Lúciu; secondo Massimo Pittau, il cognome potrebbe invece anche indicare l'origine di un individuo dal villaggio medievale Lussu, da tempo scomparso..

## Persone
- Andrea Lussu (sec. XVI) – pittore italiano
- Emilio Lussu (1890-1975) – politico, scrittore e militare italiano
- Joyce Lussu (1912-1998) – scrittrice e partigiana italiana
- Sergio Lussu (1930-1998) – calciatore italiano